# Paulus Kind der Ältere
Paulus Kind der Ältere (* 19. Februar 1734 in Chur; † 8. Juni 1802 ebenda) war ein Schweizer reformierter Pfarrer.
Paulus Kind war ein Sohn des aus Chur stammenden Zunftmeisters Christian Kind. Nach dem Besuch der Lateinschule besuchte er nach dem 25. März 1751 das «Collegium philosophicum» in Chur und studierte anschliessend an der Universität Halle. Nach 1752 war er als Hauslehrer in Soglio GR sowie 1753/1754 als Hofmeister in Chur tätig. Am 16. Juni 1757 wurde er in Filisur in die evangelisch-rätische Synode aufgenommen. Dies hätte ihm erlaubt, eine Pfarrstelle im Kanton Graubünden zu übernehmen, aber Kind wurde Feldprediger in den Niederlanden. 
1759 übernahm er die Pfarrstelle in Schiers. Er trug seine pietistische Gesinnung in die Gemeinde und hielt sonntags Kind erbauliche Versammlungen im Rathaus ab. Er hielt die Gemeinde für gottlos und wollte sie beispielhaft umgestalten. Zunächst noch hatte man seine Seelsorge mit gesucht, doch bereits nach zwei Jahren richtete sich die Stimmung gegen ihn. 
1761 verliess er Schiers und verbrachte die folgenden zwei Jahre mit Reisen. Bei seiner Rückkehr übernahm er die Pfarrstelle in Haldenstein und wurde Professor am «Collegium philosophicum» in Chur. 1772 wurde er an der Regulakirche Freiprediger und 1789 Dekan des Gotteshausbundes. 1792 wählte man ihn zum Pfarrer und Antistes an der Martinskirche in Chur, wo er bis zu seinem Tod blieb. 
1792, 1793 und 1800 war er Moderator der Synode, was von seinem hohen Ansehen zeugt; man zählt Kind zu den einflussreichsten pietistischen Theologen in der Schweiz des 18. Jahrhunderts. Von besonderer Bedeutung war sein Briefwechsel mit dem Basler Theologieprofessor Johann Christoph Beck. Seine zahlreichen Veröffentlichungen bestehen fast ausschliesslich aus Predigten.

## Werke
- Worte, wodurch man selig werden kann: oder deutliche Vorstellung wie Gott sein Gnadenwerk in einer Seele anfange, fortsetze und herrlich kröne (Lindau 1761)
- Sichere und Gewissenhafte Nachricht von seinem zu Schiers im Prettigau in der zwey Jahre geführten Lehramt, denen lügenhafften Berichten entgegen gesetzt (1761)
- Glaube nur oder Lockungen armer, trostloser und verzagter Sünder zu Jesu Christo dem einzigen Trost und Heil der ganzen Welt (Lindau 1765)
- Denkmal der großen Thaten Gottes in der Seelen-Führung der den 24. October 1767 verewigten Reichs-Gräfin Anna von Salis (Chur 1768)
- Eine Predigt von durch den heiligen Geist an den Gläubigen, gewirkten Treue, in ihrem Beruf, über Gal. V. v. XXII (Chur 1772)
- Eine Predigt nach der schröcklichen Feuersbrunst von Ems vor seinen Zuhörern bey St. Regula gehalten. Den 7. August 1776 (Chur 1776)
- Eine Predigt von der Gemeinschaft der Heiligen, am ersten Sonntage nach der Steuersammlung für Löbl. Gemeinde Ems vorgetragen den 21ten August 1776 (Chur 1776)
- Sammlung einiger Predigten (Chur 1777)
- Jesus, der verlohrnen Seligmacher. Angepriesen in einer Predigt über Math. XVIII, 11 (Chur 1778)
- Das sichere Mittel, den uns unentbehrlichen Geist zu erlangen. In einer Pfingstpredigt über Lucä XI,13 angespriesen (Chur 1778)
- Die gegründete Furchtlosigkeit der Gläubigen über Psalm 46, 2-4 (Chur 1783)
- Das Leben, gesegnete Krankenbette, und freudige Sterben, des Hochwolgebornen, Hoch- und Wolweisen Peter von Salis, Präsidenten und Oberstenzunftmeister; wie auch, Mitherrn der Gerichtsherrlichkeiten: Oberach, Wietnau und Haßlach (1784)
- Eine Predigt von der Mäßigkeit ueber 2. Petri I. V. 6. (Chur 1785)
- Der gekrönte Glaube. Ueber Johannes I, 12. in einer Vorbereitungspredigt auf Weihnachten 1790 (Elberfeld 1790)
- Eine Predigt von der Kraft des Blickes Jesu. Ueber Luc. 22, V. 54-62 (Chur 1791)
- Synodal-Rede über 2. Timotheus 3, v. 14 (Elberfeld 1794)
- Rede bey Einweihung etlicher Prediger (Basel 1795)